# Barrage d'Escales
Le barrage d'Escales (en espagnol : embalse de Escales ; en catalan : pantà d'Escales) est un barrage hydroélectrique sur la Noguera Ribagorzana construit en 1955. Le lac de barrage associé recouvre les terrains agricoles des anciens villages de Casterner de les Olles et de Aulet (dépendant de Santorens) qui furent rapidement abandonnés, et, une partie de l'année, les ruines de l'abbaye de Lavaix disparues au fil du temps.  